# Livio Retti

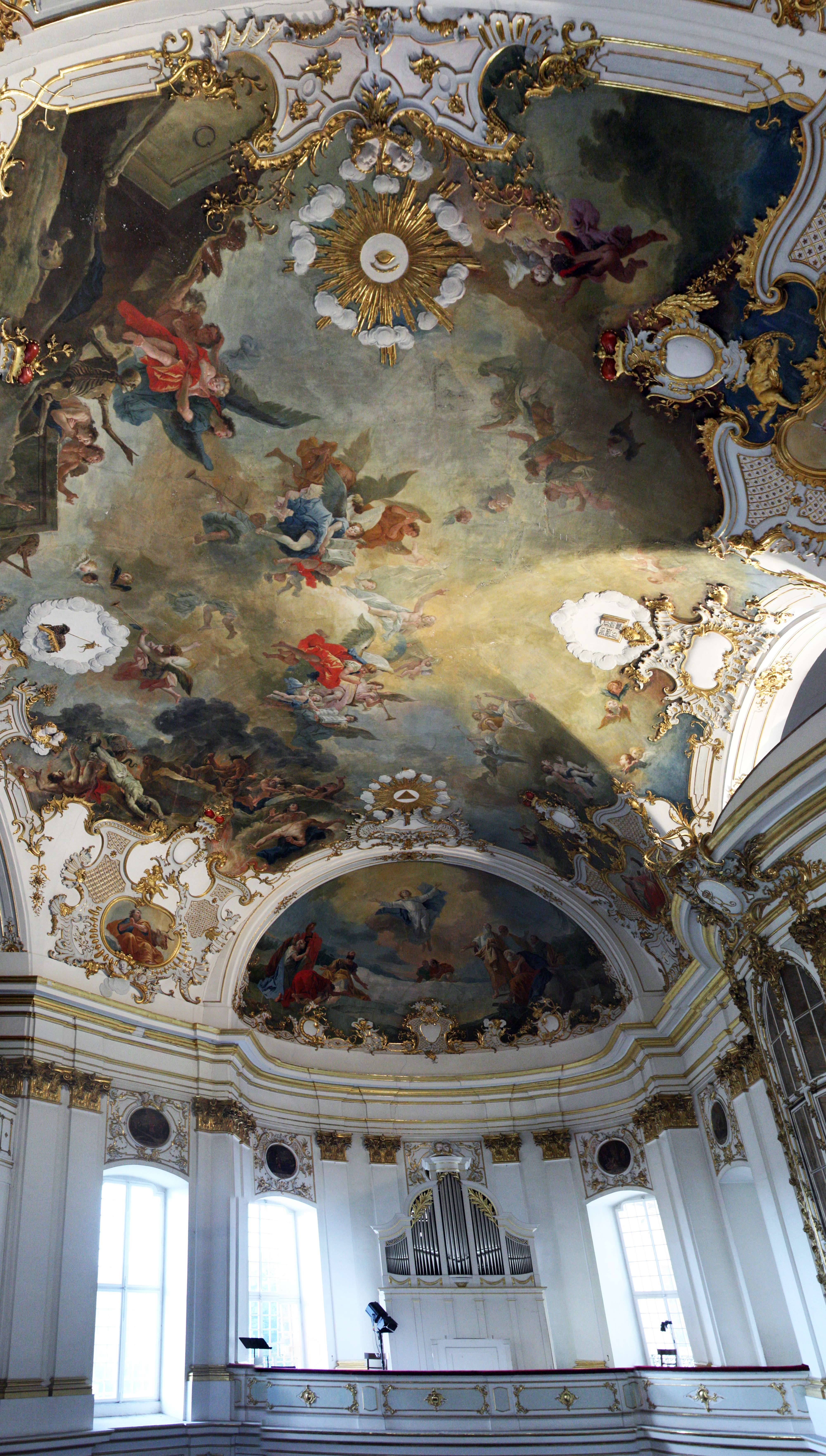
Deckenfresko in der Ordenskapelle des Ludwigsburger Schlosses

Livio Retti (* 30. November 1692 in Laino; † 2. Januar 1751 in Ludwigsburg) war ein italienischer Maler des Barock, der in Süddeutschland tätig war.

## Leben
Retti entstammte einer Künstlerfamilie. Er war der Sohn des Stuckateurs Lorenzo Mattia Retti († 1714) und dessen Frau, einer Schwester des Oberbaudirektors Donato Giuseppe Frisoni. Der Stuckateur Donato Riccardo Retti (1687–1741) sowie die Baumeister Paolo Retti (1691– nach 1735) und Leopoldo Retti (1705–18. September 1751) waren seine Brüder. Retti wohnte in Ludwigsburg in der vorderen Schlossstrasse Nr. 37. Er fertigte in den Schlössern oder Gebäuden, die sein Bruder Paolo errichtete, Malereien an, so beispielsweise im Favoritenschlösschen und in der Schlosskapelle in Ludwigsburg. In den Schlössern zu Freudenthal und Heimsheim sowie in dem ehemaligen Grävenitzpalais führte er Arbeiten (zumeist Fresken) aus, die infolge baulicher Veränderungen nicht mehr vorhanden sind. 1732 erfolgte seine Ernennung zum württembergischen Hofmaler, was ihn ein jährliches Wartegeld von 350 Gulden einbrachte. Er war nach Quellen ferner in den Schlössern Ansbach, Mergentheim und Würzburg tätig. Es ist möglich, dass er auch mythologische und biblische Darstellungen in einigen Privathäusern in der Nähe des Rathauses  angefertigt hat. 1743 folgte die Ernennung zum kurpfälzischen Hofmaler, bei dieser Gelegenheit machte er im Namen seiner Verwandten Nachforderungen beim württembergischen Hof geltend, die sich auf 6000 Gulden beliefen und an ihn ausbezahlt wurden. Er starb im Alter von 58 Jahren und wurde in Hofen am Neckar, Cannstatt, beerdigt. Er wurde 1732 zum Hofmaler des Herzogs Eberhard Ludwig (Württemberg) und 1743 zum Hofmaler des Kurfürsten Karl Theodor (Pfalz und Bayern) und Mergentheim dokumentiert. Seine Fresken im Rathaus von Schwäbisch Hall gingen 1945 durch einen Brand verloren.

## Wirken in Schwäbisch Hall

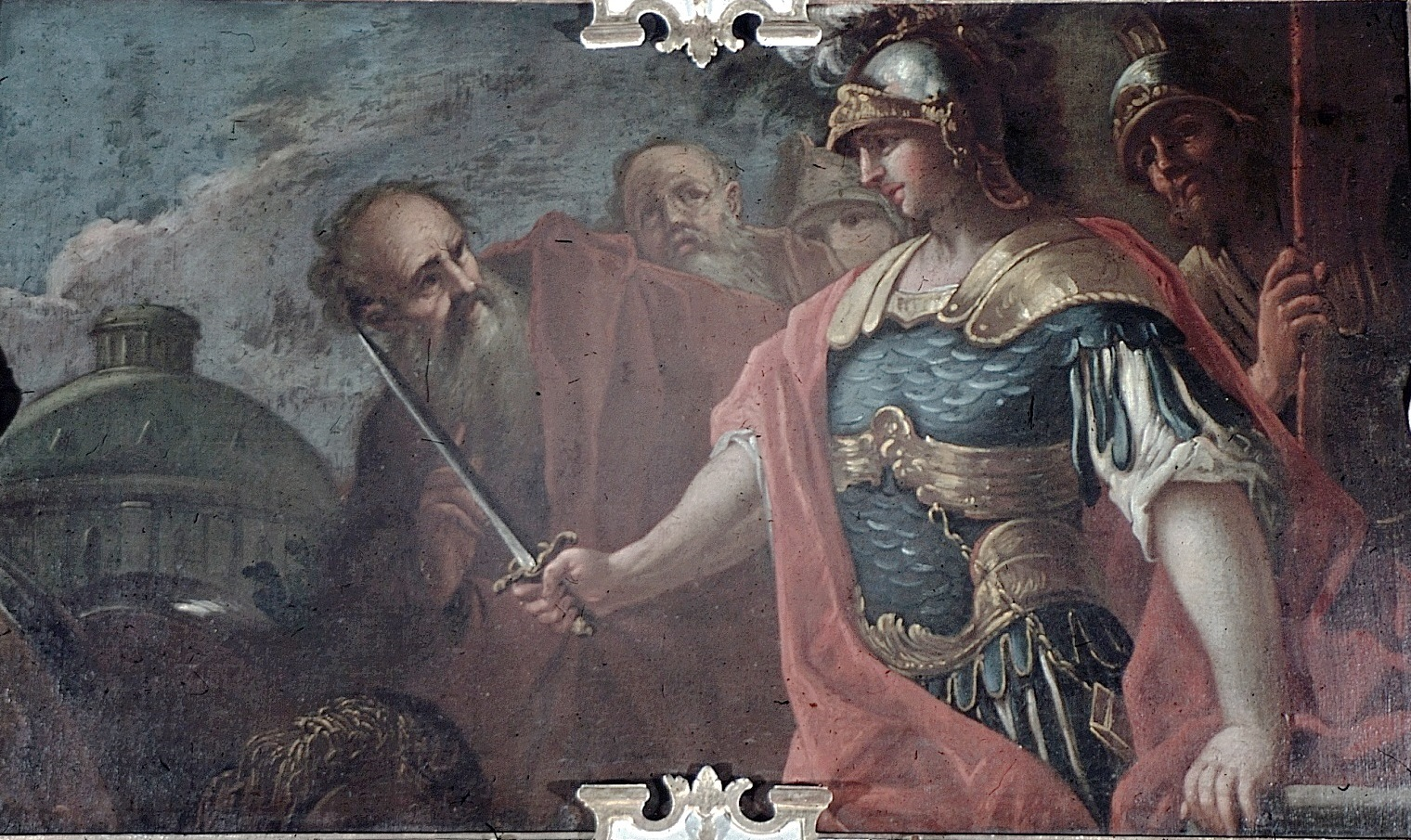
Supraporte „Alexander der Große“

Im April 1736 wurde Retti vom Magistrat der Stadt mit der Anfertigung von Fresken für das Rathaus von Schwäbisch Hall beauftragt, insbesondere dem Deckenfresko Sieg des Christentums über das Heidentum im Großen Saal (1945 verbrannt). Ein Radhausprotokoll vom 9. April 1736 gibt Auskunft darüber, dass der Künstler für die Fertigung von drei Plafonds-, vier Wandgemälden und sieben kleineren Bildern über den Türen in den Sälen 1415 Gulden erhalten sollte. Für eine zufriedenstellende Ausführung wurden ihm nach der Fertigstellung weitere 50 Gulden in Aussicht gestellt. Der Zeitraum für diese Arbeiten war mit rund zwei Jahren veranschlagt worden. Diese Vorgaben des Vertrages wurden nachträglich nochmals verändert oder erweitert, so dass sich zwölf Gemälde von ihm in den Sälen befanden. Die Gemälde wurden auf Leinwand in Öl gemalt. Zur künstlerischen Gestaltung heißt es:

„Diese zeigen eine gute Komposition und klare Darstellungweise; das Kolorit ist frisch und warm, glänzend und kräftig; die Farbenharmonie nur selten gestört; Licht und Schatten sind fast immer richtig verteilt; die Perspektive ist meist sicher; die Gewandung der einzelnen Gestalten mannigfaltig und vielfach reich gehalten. Aus allen
Bildern spricht der Geist der venetianischen Schule und ihrer letzten Vertreter“

Diese Gemälde zählen als das Hauptwerk Rettis.